# Millonarios Fútbol Club
Millonarios Fútbol Club este un club de fotbal din Bogota, Columbia, care în prezent evoluează în Categoría Primera A.

## Palmares

### Național
- Fútbol Profesional Colombiano: (15)

1949, 1951, 1952, 1953, 1959, 1961, 1962, 1963, 1964, 1972, 1978, 1987, 1988, 2012 II, 2017 II
Vice-campioană (10): 1950, 1956, 1958, 1967, 1973, 1975, 1984, 1994, 1995-96, 2021 I.
- Copa Colombia: (4)

1952-1953, 1963, 2011, 2022
Finalistă (2): 1951-52, 2013
- Superliga Colombiana: (1)

2018
Finalistă (1): 2013

### Internațional
- Pequeña Copa del Mundo de Clubes: (1)

1953
Finalistă (1): 1952
- Copa Merconorte: (1)

2001
Finalistă (1): 2000
- Copa Simón Bolívar: (1)

1972

## Antrenori
| - Fernando Constancio (1946–47) - Héctor Scarone (1947–48) - Manuel Olivera (1948) - Carlos Aldabe (1949–50) - Adolfo Pedernera (1950–52) - Néstor Rossi (1952) - Adolfo Pedernera (1953) - Donaldo Ross (1954–55) - Simón Herrerias (1956) - Delfín Benítez Cáceres (1956–57) - Gabriel Ochoa Uribe (1957–60) - Julio Cozzi (1960–61) - Gabriel Ochoa Uribe (1961–64) - Joao Avelino (1964) - Efraín Sánchez (1964) - Óscar Ramos (1965) - José Carlos Bauer (1965) - Roberto Saba (1966) - Óscar Ramos (1966) - Néstor Rossi (1967) - Francisco Zuluaga (1968) - Otto Vieira (1969–70) - Francisco Villegas (1970) - Jaime Arroyave (1970) - Gabriel Ochoa Uribe (1970–75) - Humberto Ortiz (1976) - Rubén Sole (1976) | - Juan Eulogio Urriolaveitia (1976) - Gabriel Ochoa Uribe (1977) - Jorge Solari (1977) - Rubén Sole (1977) - Jaime Arroyave (1978) - Osvaldo Panzutto (1978) - Jaime Arroyave (1978) - Pedro Dellacha (1978) - Juan Hohberg (1979) - Óscar Ramos (1979) - José Varacka (1979) - José Texeira (1980–81) - Luis García (1981) - Todor Veselinović (1982) - José Omar Pastoriza (1982) - Juan Mujica (1983) - Jorge Luis Pinto (1984–85) - Eduardo Luján Manera (1985) - Eduardo Julián Retat (1986) - Luis García (1987–90) - Eduardo Julián Retat (1991) - Moisés Pachón (1992) - Miguel Augusto Prince (Oct 10, 1992–Dec 31, 1993) - Vladimir Popović (1994–95) - Miguel Augusto Prince (1995–96) - Eduardo Oliveros (1996–97) - Otoniel Quintana (1997) | - Diego Edison Umaña (1997) - Francisco Maturana (1998–30 iunie 1998) - Jorge Luis Pinto (1998–99) - Luis García (1999) - Jaime Rodríguez (2000) - Diego Edison Umaña (2000–01) - Luis García (2001–02) - Petar Kosanović (2002) - German Gutiérrez de Piñeres (2002) - José "Cheché" Hernández (2002) - Cerveleon Cuesta (2002) - Norberto Peluffo (2003–04) - Óscar Fernando Cortes (2004) - Dragan Miranović (2004–05) - Fernando Castro (2005) - Miguel Augusto Prince (Nov 30, 2005–30 iunie 2006) - Juan Carlos Osorio (Jan 1, 2006–30 iunie 2007) - Martín Lasarte (1 iulie 2007–Sept 1, 2007) - Mario Vanemerak (Sept 4, 2007–11 aprilie 2008) - Bonner Mosquera (2008) - Oscar Héctor Quintabani (2008–09) - Luis García (7 mai 2009–25 martie 2010) - Richard Páez (1 iunie 2010–30 iunie 2012) - Hernán Torres (1 iulie 2012–Dec 3, 2013) - Juan Manuel Lillo (Dec 4, 2013–) |